# Nikão
Maycon Vinicius Ferreira da Cruz, bekend als Nikão (Belo Horizonte, 29 juli 1992) is een Braziliaans voetballer die uitkomt voor Atlético Paranaense.

## Carrière
Nikão begon bij Mirassol. Op zijn dertiende maakte een zaakwaarnemer een mondelinge overeenkomst voor hem voor een overstap naar PSV. Dat mocht pas als hij zestien was en ondertussen had hij bij SE Palmeiras getekend. Daar speelde hij in de jeugdopleiding en vervolgens bij Santos FC, waarna hij in april 2010 de overstap maakte naar Clube Atlético Mineiro. Voor die club debuteerde hij in de Campeonato Brasileiro Série A, de hoogste divisie in Brazilië en speelde hij in 2010 in totaal drie wedstrijden en ook nog twee duels in het kader van de Copa Sudamericana. Hij werd vervolgens in totaal zes keer verhuurd. In 2011 werd hij verhuurd aan EC Vitória, waar hij in twaalf duels negen maal het net trof in de Campeonato Baiano. Na al een keer op proef te zijn geweest bij FC Twente is volgens zijn zaakwaarnemer inmiddels een akkoord bereikt over een transfer in de zomer. Andere media berichtten echter dat FC Twente hem eerst nog een keer op proef wil. Vanaf 2015 staat Nikão onder contract bij Atlético Paranaense.

## Statistieken
| Seizoen         | Club             |                   | Competitie      | Competitie | Competitie | Beker | Beker | Internationaal | Internationaal | Overig | Overig | Totaal | Totaal |
| Seizoen         | Club             | Wed.              | Competitie      | Dlp.       | Wed.       | Dlp.  | Wed.  | Dlp.           | Wed.           | Dlp.   | Wed.   | Dlp.   |        |
| --------------- | ---------------- | ----------------- | --------------- | ---------- | ---------- | ----- | ----- | -------------- | -------------- | ------ | ------ | ------ | ------ |
| 2010            | Atlético Mineiro | Vlag van Brazilië | Série A         | 3          | 0          | -     | -     | 2              | 0              | -      | -      | 5      | 0      |
| Club totaal     | Club totaal      | Club totaal       | Club totaal     | 3          | 0          | 0     | 0     | 2              | 0              | 0      | 0      | 5      | 0      |
| 2011            | EC Vitória       | Vlag van Brazilië | Série B         | -          | -          | -     | -     | -              | -              | 12     | 9      | 12     | 9      |
| Club totaal     | Club totaal      | Club totaal       | Club totaal     | 0          | 0          | 0     | 0     | 0              | 0              | 12     | 9      | 12     | 9      |
| Carrière totaal | Carrière totaal  | Carrière totaal   | Carrière totaal | 3          | 0          | 0     | 0     | 2              | 0              | 12     | 9      | 17     | 9      |

Bijgewerkt tot en met 18 mei 2011 17:16 (CEST)